# Sudans historia
Sudan är egentligen en benämning för stora delar av norra Afrika, i äldre tider även kallat Nigritien, den del av Afrika, som utbreder sig från Sahara i norr till Kongobäckenets norra vattendelare i söder samt mellan floderna Nigers och Senegals källtrakter i väster till Röda havet i öster; dock räknades inte Etiopien till Sudan. Denna areal är omkring 5 miljoner km². Sudan i historisk mening sönderfaller i tre naturliga avdelningar: Östsudan med Nilen, Mellersta Sudan med Tchadsjön och Schari samt Västsudan med Niger-Binue.

## Äldre historia

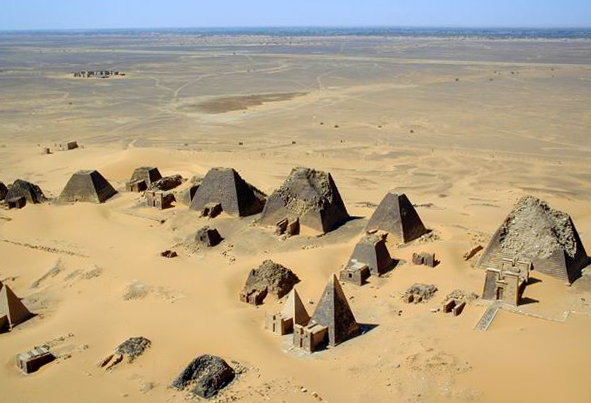
Vy över nubiska pyramider vid Meroe (2001).

Området som idag utgör Sudan omnämns i skriftliga källor från det forntida Egypten alltifrån omkring 3000 f.Kr. och tidvis var norra Sudan, företrädesvis Nubien, en egyptisk provins. Arkeologiska belägg för inhemska kulturer såsom Kerma finns dock, och under det sista årtusendet f.Kr. uppstod en skriftligt belagd kultur med staden Napata som huvudstad i ett rike kallat Kush som varade fram till omkring 300-talet e.Kr.
Några Kush-kungar regerade även över Egypten och formade det senare landets 25:e dynasti (ca 746-655 f.Kr.). Det kulturella inflytandet norrifrån var hela tiden starkt; de kushitiska kungarna byggde till exempel pyramider och kulten av den egyptiske guden Amon var den dominerande.
I mitten av 500-talet var Nubien uppdelat i tre kungariken vilka vid den tiden kristnades och Egypten slöt efter att ha islamiserats i mitten av 600-talet ett fredsfördrag med Nubiens kungar. Med undantag av södra delen, islamiserades Sudan efter hand fram till 1500-talet.
Muhammed Ali av Egypten erövrade Sudan 1822 och anlade Khartoum, och hans son Ibrahim Pascha flyttade Egyptens gränser ända till i närheten av Victoriasjön. Ett växande missnöje med det egyptiska inflytandet, höga skatter och krav på slaveriets avskaffande, ledde fram till Mahdistupproret under Muhammed Ahmed 1882. Mahdiststaten störtades dock 1898 av Egypten och Storbritannien.

## Kolonialtiden
Enligt en konvention av den 19 januari 1899 sköttes därefter förvaltningen av landet söder om 22:a breddgraden till Uganda och Belgiska Kongo av Egypten och Storbritannien gemensamt, under namnet Anglo-egyptiska Sudan. Landet leddes av en generalguvernör som tillsattes av egyptierna efter britternas godkännande, men styrdes i verkligheten som en brittisk koloni. Fram till självständigheten 1956 administrerades Sudan av britterna som två separata enheter – det islamiska norra och det kristna södra territoriet.
Ett anglo-egyptiskt avtal 1953 gav Sudan inre självstyre under tre år och utlovade tillbakadragande av de brittiska styrkorna. Det första valet hölls samma år och vanns av National Unionist Party (NUP) och dess ledare Ismail al-Azhari. Denne bildade regering 1954 och blev Sudans första regeringschef.

## Självständigheten
Sudan blev en självständig stat 1 januari 1956.
Militära regimer som favoriserar islam-orienterade regeringar har dominerat Sudans inrikespolitik sedan självständigheten från Storbritannien och Egypten 1956. Sudan har haft inbördeskrig under alla dessa år, utom 1972–1982. Efter självständigheten tog en arabisk elit makten. I södra Sudan, som under kolonialtiden hållits underutvecklat, stängdes kristna skolor, barnen fick arabiska namn och det blev obligatoriskt att lära sig Koranen. Inbördeskriget i söder började redan före självständigheten 1956 och fortsatte fram till 1972. 
Fram till och med 1970-talet hade Sudans jordbruksproduktion främst varit avsedd för inhemsk förbrukning. I och med att Sudans regering blev mer västvänlig 1972 ökade viljan att exportera mat och avsalugrödor, varför landet investerade i att mekanisera jordbruket. Under 1970-talet minskade dock råvarupriserna vilket orsakade ekonomiska problem för Sudan. Samtidigt drogs landet med skulder efter mekaniseringen av jordbruket och kostnaderna för lånen ökade. År 1978 förhandlade Sudans regering med Internationella valutafonden om deltagandet i ett strukturellt anpassningsprogram, något som skapade ekonomiska problem för herdarna i Sudan (se Nubafolket).[källa behövs]
Sudan var formellt en demokrati tills överste Gaafar Nimeiry tog makten vid en militärkupp den 25 maj 1969.

### Nimeiry vid makten 1969–1985
Gaafar Muhammad Nimeiry införde ett radikalt styre i landet. Banker och delar av näringslivet nationaliserades, och ett socialistiskt, statsbärande parti, Sudanese Socialist Union (SSU), bildades. Nimeiry slog ned en kommuniststödd kupp sommaren 1971, och blev samma år vald till president, utan motkandidat.
I södra Sudan bildades Sudan African National Union (SANU) 1962 som, stöttat av väpnat motstånd, krävde ett federalt styrelsesätt. Motståndet mot regeringen i Khartoum var även stort i norra delen av landet.
Missnöjet med Nimerys regim ökade i söder sedan han införde muslimska sharialagar vilket  startade inbördeskriget på nytt 1983, påskyndat av de militära islamisterna. Regimen i Khartoum svarade med en militär kampanj som särskilt inriktades mot civilbefolkningen, med ytterligare lidande i södra Sudan och internationellt fördömande som följd.
1984 tillät presidenten att flera tusen etiopiske judar evakuerades till Israel. Samarbetet med Israel försvagade Nimeirys ställning ytterligare, och han blev avsatt 1985.

### al-Bashir vid makten 1989–2019
Den efterföljande regeringschefen försökte att få slut på krigandet i södra delen av landet men misslyckades och avsattes genom en militärkupp 1989 ledd av Omar Hasan Ahmad al-Bashir och Hassan al-Turabi varvid den fundamentalistiska islamistiska oppositionen fick politisk makt. 1996 blev Omar al-Bashir vald til Sudans president och al-Turabi till regeringschef. Från 1999 uppstod en tilltagande maktkamp mellan al-Bashir och al-Turabi, varvid al-Turabi miste sin formella makt. al-Bashir upplöste 1999 parlamentet och åsidosatte grundlagen. Al-Tourabi satt fängslad 2001-2003 och 2004-2005.

#### Konflikten i Darfur
Darfurkonflikten är en väpnad konflikt som sedan 2003 pågår i Darfur i västra Sudan, mellan de afrikanskdominerade rebellgrupperna Sudans befrielsearmé (SLA) och Justice and Equality Movement (JEM) som den ena parten, och den arabiskdominerade Janjawidmilisen stöttad av sudanesiska regeringsstyrkor som den andra parten.

#### Sydsudan blir en självständig stat
I januari 2005 slöts ett fredsavtal mellan regeringen och den sydsudanesiska rebellgruppen Sudan People's Liberation Army, enligt vilket södra Sudan fick självstyre under en sexårsperiod och sedan skulle hålla folkomröstning om självständighet. Folkomröstningen om självständighet i Sydsudan påbörjades den 9 januari 2011. Efter att ha räknat valsedlarna från de röstande i södra Sudan visade det sig i slutet av januari 2011 att 98,83 procent av de röstberättigade röstat för en delning av landet. 
Trots den olösta tvisten mellan nord och syd om regionen Abyei fortsatte förberedelserna i Sydsudan för självständighet. Afrikanska Unionen (AU) meddelade den 31 maj 2011 att en överenskommelse hade skett om upprättande i början av juli 2011 av en demilitariserad zon mellan norra och södra Sudan. Mellan Abyei och södra Kordofanprovinsen fördrevs över 100000 personer av regimen i norr. Provinsen skulle tillhöra norra Sudan efter delningen, men delar av befolkningen ansågs stödja SPLA.
Den 9 juli 2011 delades Sudan i två stater då södra delen av landet utropade sig som självständig stat med namnet Sydsudan.

#### Protester mot regimen
Under den arabiska våren spred sig protesterna till Sudan. Efter att ha genomfört ett antal protester mot stigande matpriser och brott mot mänskliga rättigheter, greps Mariam al-Mahdi, talesperson för oppositionspartiet Umma den 10 februari 2011. Partiledaren greps efter att många andra regeringskritiska hade gripits dagarna innan. Den 9 mars 2011 hann presidenten Omar al-Bashirs motståndare knappt inleda sin demonstration innan de stoppades av säkerhetspolis. Aktivisterna ville se ett slut på al-Bashirs 21-åriga välde och upproren i arabvärlden har gett oppositionen ökat självförtroende. På Nyala University, Nyala, huvudstad i Södra Darfur; skedde en demonstration den 20 april 2011 och 100 personer arresterades. Den 3 maj 2011 hade alla utom fyra personer släppts. En av dem kvarhölls trots att han hade allvarliga magproblem.
Den islamistiske oppositionsledaren Hassan al-Turabi släpptes den 2 maj 2011 av nordsudanesisk myndighet. Han frigavs tre månader efter att han greps. Gripandet skedde då han manat till protester mot höjda priser, uppgav en av hans rådgivare. Oppositionella Popular Congress Partys (PCP:s) ledare Al-Turabi har blivit arresterad många gånger tidigare.

### Efter al-Bashir 2019–
I april 2019 genomfördes en militärkupp som tvingade president Omar al-Bashir att lämna makten. Han hade då lett Sudan i 30 år. 1989 ledde han en militärkupp som avsatte den demokratiskt valde Sadiq al-Mahdi och 1993 tillträdde han som president. al-Basir var efterlyst av internationella brottmålsdomstolen, (ICC) misstänkt för krigsförbrytelser och folkmord i regionen Darfur.
I december 2020 tog USA bort Sudan från listan över länder som stödjer terrorism. Som en del av avtalet hade Sudan betalat 335 miljoner dollar, närmare 3 miljarder kronor, för att kompensera amerikanska offer och deras anhöriga efter två terrordåd 1998 där hundratals personer dödades i bombattentat mot USA:s ambassader samt en attack mot den amerikanska jagaren USS Cole utanför Jemens kust år 2000. Beslutet om att lyfta sanktionerna innebar att Sudan, som befann sig i ekonomisk kris, bland annat kunde söka internationella lån och skuldlättnader.